# 中橋基明
中橋 基明（なかはし もとあき、1907年（明治40年）9月25日 - 1936年（昭和11年）7月12日）は、日本の陸軍軍人。最終階級は陸軍歩兵中尉。
1936年の二・二六事件に決起部隊将校として参加し、軍法会議で死刑判決を受けて処刑された。

## 来歴

### 二・二六事件まで
東京牛込に、陸軍少将の父と華族の母の間に生まれる。本籍地は佐賀県。四谷第二小学校を首席で卒業。父の意向で東京府立第一中学校（現・東京都立日比谷高等学校）、麻布中学を受けるも不合格。結局、名教中学（現・東海大学付属浦安高等学校・中等部）を経て東京陸軍幼年学校に入った。
陸軍士官学校第41期生となり、同期には栗原安秀、対馬勝雄がいる。この2人とは二・二六事件の同志となるが、この頃交友があったかは不明。しかし栗原とは同じ中隊で、区隊も隣同士、同じ中学出身である。中橋はこの頃、軍人として生涯を全うする決意を固める。『義を見てせざるは勇なきなり』が座右の銘だった。
1929年、士官学校本科を卒業して近衛歩兵第3連隊附となる。1931年、当時の上官であった野田又男指導のもと十月事件に加わることになっていたが、クーデターそのものが暴露され失敗。しかしその後栗原によって十月事件の本質を語られ、以来栗原から話を聞くようになった。
1933年11月、救国埼玉青年挺身隊事件に栗原とともに関連したことで検挙され、豊橋の歩兵第18連隊附に転属となり、満洲で勤務した。
1935年12月の陸軍大臣川島義之による人事異動にて、近衛歩兵第3連隊に復帰する（帰任は1936年1月10日）。このとき連隊の中尉・少尉は全員東京駅のホームに並んで中橋を迎えたが、彼は一同に一瞥をくれただけで、やはり迎えにきた栗原と握手したあと二人連れだってどこかに立ち去ったとされ、まだまだ油断がならないと、今井一郎（45期）は思ったという。連隊では、陸軍大学校に入学した第7中隊長井上勝彦の後任として中隊長代理となる。この処遇に対して、前記の今井は「びっくりし、危ないと思った」、井上の前任者であった宮永義文少佐（29期）は「園山（光蔵）連隊長に意見具申する一方、第7中隊の将校、下士官に面接し動向把握に努めた」、蓮岡高明少佐（荒木貞夫大将の甥）も「中橋中尉は満洲にもっといるだろうと思ったが突然帰ってきた。まだ危険性があるので兵隊を自由にできない部署、たとえば聯隊本部附か何かにしたほうがいいと園山連隊長に意見具申を前後三回ぐらい行った。（省略）中橋が私のところに来るたびに、栗原とあまり親しくするなと言ったものである」といった証言を残している。
帰任後、2月までの間は専ら「昭和維新」断行への準備をおこなっていた。この頃の部下には「寡黙」「冷たい」「厳しい」と評されている。弟にも「人が変わったようだ」と言われたという。

### 二・二六事件
1936年2月10日夜、歩兵第3連隊週番司令室で、歩兵第3連隊第6中隊長の安藤輝三、歩兵第1連隊附の栗原安秀、所沢陸軍飛行学校の河野壽、元一等主計磯部浅一と集合し、決起準備着手に合意する。事件での中橋の役割は高橋是清殺害と宮城占拠だった。
25日の日中に東京朝日新聞を見学し、屋上で写真を撮影してから社内の案内を受け、編輯局から活版へ下る近道まで教わる。午後10時30分頃、部下の下士官を連れて歩兵第1連隊の栗原を訪問、弾薬を受け取った。
26日午前4時20分、第7中隊に非常呼集をかけて、午前4時40分に出発。午前5時に同隊は高橋是清私邸の襲撃を開始して、同5分頃に高橋を殺害した。同10分頃に高橋邸を後にして、宮城に向かった。午前6時ころ宮城守衛隊司令官の門間（かどま）健太郎少佐に坂下門の警備を願い出て、休憩の後、午前7時半ころ坂下門の警備についた。午前8時ころ、中橋が警視庁を占拠していた野中四郎と清原康平へ手旗信号を送ろうとしたところ、疑いを抱いた門間の部下に止められた。宮城占拠に関しては失敗に終わり、昭和天皇へ決起の趣旨を上奏するため単身宮城の奥まで乗り込むも、護衛にあたっていた大高政楽少尉（近衛歩兵第3連隊御守衛上番）に拳銃を突き付けられ成功しなかった（この際、もし天皇が趣旨を聞き入れなければ、天皇を弑逆して自決するつもりだったとされている）。
このあと、午前8時50頃に東京朝日新聞に乱入し、主筆の緒方竹虎と面会、挨拶の後1 - 2分の沈黙があったが、急にピストルを上に向けて「国賊朝日を叩きこわす」「やっつける」と怒鳴る。ピストルは発射しなかった。反乱軍の将校たちは二階の活版工場に入り込み活字ケースや活版用具などを押し倒したり破壊するなどし午前9時過ぎには引き上げた。
午後2時からおこなわれた真崎甚三郎と決起将校との会見に参加した。同日夜は栗原隊とともに首相官邸（建物としては現在の首相公邸）に宿営した。
陸軍側が最終的に決起部隊を反乱とみなしたことで、29日午後0時50分、中橋を含む決起将校は免官処分を下された。将兵の原隊復帰を命じる奉勅命令が下り、午後1時前に安藤隊を除く反乱部隊（中橋隊含む）が帰順、反乱将校として中橋は陸相官邸に招集される。このとき中橋は、断固自決せずの姿勢をとった。その後武装解除を受け、代々木の陸軍衛戍刑務所に収容された。同日付で従七位返上を命じられる。

### 事件後
3月24日付で昭和六年乃至九年事変従軍記章を褫奪された。
4月28日に開廷した特設軍法会議で、6月4日の第23回公判で論告求刑の後、7月5日に死刑判決が下された。刑務所にいる間は何十句も歌を詠んだ。中橋の父はその句をみて「そんな素質はないと思っていたのに、うまいのに驚いた。精神を統一させるとこうまでなるのか。基明は30年で一生分を生きた」とまで語った。また中橋は弟に「笑って死んでいくから何も心配いらないよ。やるだけのことはやったから思い残すことはない」と語った。
7月12日の第一次処刑執行に際して、中橋は午前7時54分に丹生誠忠、坂井直、田中勝、中島莞爾とともに陸軍衛戍刑務所内で銃殺刑に処された。
処刑前に
という辞世を詠み、また「只今最後の御勅諭を奉読し奉る。尽忠報国の至誠は益々勅々たり、心境鏡の如し」という言葉を絶筆として記した。

## 人物
大衆文化を愛し、映画好きで『新青年』なども愛読していた。将校になってからも料亭で騒ぐ軍人が多かった当時、中橋は流行のスケート場やダンスホール、将校集会所に通い、ひとりダンスの練習をしているようすが当時の部下達によって語られている。
将校マントの裏地は、203高地における乃木希典の赤マントを意識して総緋色で仕立てていた（本来は表地と同色）。赤マントは乃木への意識のほかに、敵または味方から血の色を気取られぬようにする、自ら敵の標的となって戦う、といった理由もあった。後述する交際のあった女性には「返り血を浴びても目立たないからね」と話していた。桐野利秋（中村半次郎）を意識して香水を購入したこともあった。
生涯独身だったが、少尉時代に出会った芸者の女性がいた。中橋より7歳年下で、家庭の事情で医学生から花柳界に入った女性にとって、最初に客となった男性が中橋だった。満洲赴任からの帰国後は中橋が多忙という理由で会う機会は減ったという。それでも決起前夜に中橋は女性を勤務先の待合に訪問したが、折悪しく彼女は手術を受けて入院中で（その事情を中橋は知らなかった）「他言無用、開封してはならぬ」と表書きした封筒だけを待合の関係者に渡して退去した。女性は中橋の処刑から32年後の1968年に、事件関係者の遺族の会を通じて中橋の弟妹と初めて面会し、託されていた封筒を渡した（内容は、中橋の私物）。事件元被告の池田俊彦によると、処刑後50年を経ても墓参を欠かさぬ一人の女性がいたという。

## 関連作品
映画
- 『叛乱』（1954年） - 演：今清水基二
- 『二・二六事件 脱出』（1962年、役名は高橋中尉） - 演：北川恵一
- 『日本暗殺秘録』（1969年） - 演：小山田良樹
- 『226』（1989年） - 演：うじきつよし
- 『スパイ・ゾルゲ』（2003年） - 演：石原良純

テレビドラマ
- 『密愛 2.26に散った恋』（1991年、役名は広橋基明） - 演：隆大介
- 『いだてん〜東京オリムピック噺〜』（2019年、役名は中橋中尉） - 演：渋谷謙人

舞台
- 『恋が散る、雪が舞う《本隊公演》』（2005年） - 演：西本遼太郎
- 『恋が散る、雪が舞う《PASHIRI公演》』（2005年） - 演：中村宏毅